# Красная книга Воронежской области
Красная книга Воронежской области — аннотированный список редких и находящихся под угрозой исчезновения животных, растений и грибов Воронежской области. Она была подготовлена учёными Воронежского государственного университета и специалистами Управления по экологии и природопользованию Воронежской области при поддержке правительства Воронежской области.

## Издание
Первое издание Красной книги Воронежской области выпущено в 2011 году в 2 томах. Красная книга Воронежской области является официальным изданием, предназначенным как для специалистов, так и для широкого круга читателей.
В этом издании оценка состояния видов и популяций проведена по категориям, сочетающим как категории Красной книги Российской Федерации, так и категории Международного союза охраны природы, которые соотносятся следующим образом:
| Категории Красной книги России            | Категории по системе МСОП                                                   | Категории Красной книги Воронежской области |
| ----------------------------------------- | --------------------------------------------------------------------------- | ------------------------------------------- |
| 0 — вероятно исчезнувшие                  | RE — вероятно исчезнувшие в регионе                                         | 0 (RE)                                      |
| 1 — находящиеся под угрозой исчезновения  | CR — находящиеся в критическом состоянии (на грани исчезновения)            | 1 (CR)                                      |
| 2 — сокращающиеся в численности           | EN — находящиеся в опасном состоянии (исчезающие)                           | 2 (EN)                                      |
| 3 — редкие                                | VU — уязвимые                                                               | 3 (VU)                                      |
| 3 — редкие                                | NT — находящиеся в состоянии, близком к угрожаемому (потенциально уязвимые) | 3 (NT)                                      |
| 3 — редкие                                | LC — вызывающие наименьшие опасения                                         | 3 (LC)                                      |
| 4 — неопределенные по статусу             | DD — недостаточно изученные                                                 | 4 (DD)                                      |
| 5 — восстановленные и восстанавливающиеся | (отсутствует)                                                               | 5                                           |

### Первый том. Растения, лишайники, грибы
В первом томе представлен список редких и находящихся под угрозой исчезновения растений и грибов Воронежской области, который включает 314 вида растений (258 — покрытосеменные, 3 — голосеменные, 7 — папоротниковидные, 4 — плауновидные, 42 — мохообразные), 35 лишайников и 24 видов грибов.
Для каждого вида приведены иллюстрации, карта распространения, определены статус и категория редкости, даны краткое описание, сведения о численности и необходимых мерах охраны.

### Второй том. Животные
Во втором томе представлен список редких и находящихся под угрозой исчезновения животных Воронежской области, который включает 384 видов (263 — беспозвоночные, 21 — рыбы, 11 — земноводные и пресмыкающиеся, 64 — птицы, 25 — млекопитающие).
Для каждого вида приведены иллюстрации, карта распространения, определены статус и категория редкости, даны краткое описание, сведения о численности и необходимых мерах охраны.

## Список видов
Ниже приведены списки видов, включенные во второе издание Красной книги Воронежской области (2018). В скобках указана категория редкости

### Растения и грибы
- Lycopodium clavatum — Плаун булавовидный (2)
- Lycopodium annotinum — Плаун годичный (1)
- Lycopodium complanatum — Плаун сплюснутый (1)
- Lycopodiella inundata — Плаунок топяной (1)
- Polypodium vulgare — Многоножка обыкновенная (1)
- Matteuccia strutiopteris — Страусник обыкновенный (3)
- Botrychium multifidum — Гроздовник многораздельный (1)
- Botrychium lunaria — Гроздовник полулунный (1)
- Botrychium virginianum — Гроздовник виргинский (1)
- Ophioglossum vulgatum — Ужовник обыкновенный (1)

- Ephedra distachya — Эфедра двухколосковая, или кузьмичева трава (3)
- Juniperus communis — Можжевельник обыкновенный (2)
- Pinus fominii  — Сосна меловая (3)

- Aconitum lasiostomum  — Борец шерстистоустый (3)
- Aconitum nemorosum — Борец дубравный (3)
- Actaea spicata — Воронец колосистый (3)
- Adenophora lilifolia — Бубенчик лилиелистный (3)
- Adonis vernalis — Горицвет весенний (3)
- Adonis volgensis — Горицвет волжский (3)
- Ajuga laxmannii — Живучка Ааксманна (3)
- Aldrovanda vesiculosa — Альдрованда пузырчатая (1)
- Allium decipiens — Лук обманывающий (3)
- Allium globosum — Лук шаровидный (3)
- Allium inaequale — Лук неравный (3)
- Allium paczoskianum  — Лук Пачоского (3)
- Allium praescissum — Лук предвиденный  (3)
- Alyssum gmelinii — Бурачок Гмелина (3)
- Alyssum lenense Adams  — Бурачок Ленский (3)
- Amygdalus папа — Миндаль низкий, или степной миндаль, или бобовник низкий (3)
- Anchusa ochroleuca — Воловик светло-желтый (3)
- Androsace koso-poljanskii — Проломник Козо-Полянского (3)
- Artemisia armeniaca — Полынь армянская (3)
- Artemisia hololeuca — Полынь беловойлочная (3)
- Artemisia latifolia — Полынь широколистная (2)
- Artemisia salsoloides — Полынь солянковидная (3)
- Artemisia sericea — Полынь шелковистая (3)
- Asperula graveolens — Ясменник пахучий (2)
- Asragalus pubiflorus — Астрагал пушистоцветковый (2)
- Asragalus testiculatus — Астрагал яичкоплодный (3)
- Astragalus asper — Астрагал шершавый (3)
- Astragalus cornutus — Астрагал рогоплодный (3)
- Astragalus dasyanthus — Астрагал шерстистоцветковый (2)
- Astragalus macropus — Астрагал длинноножковый (3)
- Astragalus pallescens — Астрагал бледноватый (3)
- Astragalus rupifragus — Астрагал камнеломковый (2)
- Astragalus sulcatus — Астрагал бороздчатый (3)
- Asyneuma canescens — Азинеума сероватая (3)
- Atriplex pedunculata — Лебеда стебельчатая (3)
- Bellevalia sarmatica — Бельвалия сарматская, или гиацинт сарматский (3)
- Blysmus compressus — Блисмус сжатый (3)
- Bromopsis benekenii — Кострец Бенекена (3)
- Bulbocodium versicolor — Брандушка разноцветная (3)
- Calla palustris — Белокрыльник болотный (2)
- Calluna vulgaris — Вереск обыкновенный (3)
- Campanula cervicaria — Колокольчик жестколистный (3)
- Camphorosma songorica — Камфоросма джунгарская (3)
- Carex bohemica — Осока богемская (3)
- Carex lasiocarpa — Осока волосистоплодная (3)
- Carex limosa — Осока топяная (1)
- Caulinia minor — Каулиния малая (3)
- Centaurea orientalis — Василек восточный (3)
- Centaurea pineticola  — Василек боровой (1)
- Centaurea ruthenica — Василек русский (3)
- Cephalanthera rubra — Пыльцеголовник красный (3)
- Cephalaria litvinovii — Головчатка Литвинова (3)
- Ceratophyllum tanaiticum — Роголистник донской (2)
- Chamaecytisus austriacus — Ракитник австрийский (3)
- Chamaecytisus borysthenicus — Ракитник днепровский (3)
- Chartolepis intermedia — Хартолепис средний (2)
- Chimaphila umbellata — Зимолюбка зонтичная (2)
- Clausia aprica — Клаусия солнцелюбивая (3)
- Clematis integrifolia — Ломонос цельнолистный (3)
- Coeloglossum viride — Пололепестник зеленый (1)
- Convolvolus lineatus — Вьюнок линейчатый, или вьюнок узколистный (3)
- Corallorhiza trifida — Ладьян трехнадрезный (1)
- Cotoneaster alaunicus — Кизильник алаунский (2)
- Crambe tataria Sebeok — Катран татарский (3)
- Crocus reticulatus  — Шафран сетчатый (3)
- Crypsis aculeata — Скрытница колючая (3)
- Cyperus michelianus — Сыть Микели, или дихостилис Микели (3)
- Dactylorhiza cruenta — Пальчатокоренник кровавый (2)
- Dactylorhiza fuchsii — Пальчатокоренник Фукса (1)
- Dactylorhiza incarnata — Пальчатокоренник мясокрасный (2)
- Dactylorhiza maculata — Пальчатокоренник пятнистый (1)
- Delphinium cuneatum — Живокость клиновидная (2)
- Delphinium sergii — Живокость Сергея (1)
- Dentaria quinquefolia — Зубянка пятилистная (3)
- Dianthus elongatus — Гвоздика удлиненная (3)
- Dianthus membranaceus — Гвоздика перепончатая (3)
- Dianthus pseudoarmeria — Гвоздика ложноармериевидная  (2)
- Dianthus squarrosus — Гвоздика растопыренная (3)
- Dianthus superbus — Гвоздика пышная (2)
- Dictamnus gymnostylis — Ясенец голостолбиковый (3)
- Dracocephalum ruyschiana — Змееголовник Рюйша (3)
- Drosera rotundifolia — Росянка круглолистная (2)
- Echium russicum — Синяк русский, или румянка (3)
- Elaeosticta lutea — Элеостикта желтая, или муреция желтая (2)
- Elytrigia pontica — Пырей понтийский (3)
- Elytrigia stipifolia — Пырей ковылелистный (1)
- Epipactis atrorubens — Дремлик темно-красный (2)
- Epipactis helleborine — Дремлик чемерицевидный, или дремлик широколистный (3)
- Epipactis palustris — Дремлик болотный (2)
- Eriophorum gracile — Пушица стройная (1)
- Eriophorum latifolium — Пушица широколистная (1)
- Eriophorum polystachyon — Пушица многоколосковая (1)
- Eriophorum vaginatum — Пушица влагалищная (3)
- Eriosynaphe longifolia — Пушистоспайник длиннолистный (1)
- Erucastrum cretaceum — Рогачка меловая (3)
- Erysimum cretaceum — Желтушник меловой (2)
- Ferula caspica — Ферула каспийская (2)
- Ferula tatarica — Ферула татарская (3)
- Ferulago galbanifera — Ферульник смолоносный (3)
- Fritillaria meleagris — Рябчик шахматный (3)
- Fritillaria meleagroides — Рябчик шахматовидный (2)
- Fritillaria ruthenica — Рябчик русский (2)
- Gagea bulbifera — Гусиный лук луковиценосный (3)
- Galatella angustissima — Солонечник узколистный (3)
- Galatella biflora — Солонечник двуцветковый (3)
- Galatella tatarica — Солонечник татарский (1)
- Genista tanaitica — Дрок донской (3)
- Gentiana cruciata — Горечавка перекрестнолистная (3)
- Gentiana pneumonanthe — Горечавка легочная (2)
- Gladiolus tenuis — Шпажник тонкий (2)
- Glaux maritima — Млечник приморский (3)
- Goniolimon tataricum — Углостебельник татарский (3)
- Hammarbya paludosa — Хаммарбия болотная, или мякотница болотная (1)
- Hedysarum cretaceum — Копеечник меловой (1)
- Hedysarum grandiflorum — Копеечник крупноцветковый (3)
- Hedysarum ucrainicum — Копеечник украинский (1)
- Helianthemum canum — Солнцецвет седой (2)
- Helianthemum cretaceum — Солнцецвет меловой (3)
- Helictotrichon desertorum — Овсец пустынный (2)
- Helictotrichon schellianum — Овсец Шелля (3)
- Hottonia palustris — Турча болотная (3)
- Hyssopus cretaceus — Иссоп меловой (3)
- Inula oculus-christi — Девясил глазковый (3)
- Iris aphylla — Ирис безлистный (3)
- Iris arenaria — Ирис песчаный (3)
- Iris halophila — Ирис солелюбивый (3)
- Iris pumila — Ирис карликовый (3)
- Jurinea multiflora — Наголоватка многоцветковая (3)
- Jurinea polyclonos — Наголоватка ветвистая (3)
- Koeleria sclerophylla  — Тонконог жестколистный (3)
- Krascheninnikovia ceratoides — Терескен серый, или крашенинниковия серая (3)
- Laser trilobum — Аазурник трехлопастный (1)
- Lepidium meyeri — Клоповник Мейера (1)
- Lilium martagon — Аилия саранка (2)
- Limonium bungei — Кермек Бунге (2)
- Limonium plathyphyllum — Кермек широколистный (3)
- Limonium sareptanum — Кермек сарептский (2)
- Limonium tomentellum — Кермек опушенный (3)
- Linaria cretacea — Аьнянка меловая (3)
- Linaria odora — Аьнянка душистая (3)
- Linum hirsutum — Лен жестковолосистый (3)
- Liparis loeselii — Лосняк Лезеля (1)
- Listera ovata — Тайник яйцевидный (1)
- Lithospermum purpureo-caeruleum — Воробейник пурпурово-голубой (3)
- Macroselinum latifolium — Макроселинум широколистный, или горичник крупнолистный (3)
- Malabaila graveolens — Малабайла душистая, или пастернак Клауса (2)
- Mariscus hamulosus — Марискус крючковатый (3)
- Matthiola fragrans — Левкой душистый (3)
- Neottia nidus-avis — Гнездовка настоящая (2)
- Omphalodes scorpioides — Пупочник ползучий (3)
- Onosma polychroma — Оносма многоцветная (3)
- Onosma tinctoria — Оносма красильная (3)
- Orchis coriophora — Ятрышник клопоносный (1)
- Orchis militaris — Ятрышник шлемоносный (1)
- Orchis palustris  — Ятрышник болотный (2)
- Ornithogalum fischeranum — Птицемлечник Фишера (3)
- Ornithogalum kochii — Птицемлечник Коха, или птицемлечник тонколистный (3)
- Orthilia secunda — Ортилия однобокая, или рамишия однобокая (2)
- Oxycoccus palustris  — Клюква болотная (1)
- Paeonia tenuifolia — Пион тонколистный (2)
- Paris quadrifolia — Вороний глаз четырехлистный (3)
- Parnassia palustris — Белозор болотный (1)
- Pedicularis dasystachys — Мытник мохнатоколосый (3)
- Pedicularis palustris — Мытник болотный (1)
- Petrosimonia triandra — Петросимония трехтычинковая (1)
- Pholiurus pannonicus — Чешуехвостник венгерский (3)
- Physospermum cornubiense — Вздутосемянник корнубийский (3)
- Platanthera bifolia — Любка двулистная (3)
- Platanthera chlorantha — Любка зеленоцветковая (3)
- Polemonium coeruleum — Синюха голубая (3)
- Potamogeton acutifolius — Рдест остролистный (2)
- Potamogeton obtusifolius — Рдест туполистный (2)
- Potamogeton sarmaticus — Рдест сарматский (2)
- Potentilla alba — Аапчатка белая (3)
- Potentilla pimpinelloides — Аапчатка бедренцоволистная (1)
- Psathyrostachys desertorum — Ломкоколосник пустынный (3)
- Pulsatilla patens — Прострел раскрытый, или сон-трава (3)
- Pulsatilla pratensis — Прострел луговой (3)
- Pycreus flavescens — Ситовник желтоватый (3)
- Pyrola minor — Грушанка малая (3)
- Pyrola rotundifolia — Грушанка круглолистная (3)
- Pоа versicolor — Мятлик пестрый (2)
- Rhaponticum serratuloides — Рапонтикум серпуховидный (2)
- Salicornia prostrata — Солерос простертый (3)
- Salix lapponum — Ива лопарская, или лапландская (1)
- Salvia aethiopis — Шалфей эфиопский (3)
- Scabiosa ucrainica — Скабиоза украинская (3)
- Scheuchzeria palustris — Шейхцерия болотная (1)
- Schivereckia podolica — Шиверекия подольская (2)
- Scirpoides holoschoenus — Лжекамыш обыкновенный (3)
- Scirpus melanospermus  — Камыш черносемянный, или схеноплектус черносемянный (3)
- Scirpus supinus — Камыш приземистый, или схеноплектус приземистый (3)
- Scrophularia cretacea — Норичник меловой (3)
- Scutellaria supina — Шлемник приземистый (2)
- Senecio paucifolius  — Крестовник малолистный (3)
- Serratula cardunculus — Серпуха чертополоховая (3)
- Serratula erucifolia — Серпуха эруколистная (3)
- Silene cretacea — Смолевка меловая (2)
- Silene supina — Смолевка приземистая (2)
- Stipa dasyphylla — Ковыль опушеннолистный (2)
- Stipa lessingiana — Ковыль Лессинга (3)
- Stipa pennata — Ковыль перистый  (3)
- Stipa pulcherrima — Ковыль красивейший (2)
- Stipa tirsa — Ковыль узколистный, или тырса (2)
- Stipa zalesskii — Ковыль Залесского (2)
- Suaeda acuminata — Сведа заостренная, или сведа остроконечная (3)
- Suaeda prostrate — Сведа стелющаяся, или сведа лежачая (3)
- Symphytum tauricum  — Окопник крымский (3)
- Taeniopetalum arenarium — Аентолепестник песчаный, или горичник днепровский (2)
- Tanacetum achilleifolium — Пижма тысячелистниковая (3)
- Trapa natans — Рогульник, или вдяной орех, или Чилим (3)
- Trientalis europaea — Седмичник европейский (2)
- Trifolium lupinaster — Клевер люпиновый (3)
- Trinia kitaibelii — Триния Китайбеля (3)
- Trollius europaeus — Купальница европейская (2)
- Tulipa biebersteiniana — Тюльпан Биберштейна (3)
- Tulipa schrenkii — Тюльпан Шренка (2)
- Urtica kioviensis — Крапива киевская (3)
- Utricularia minor — Пузырчатка малая (3)
- Vaccinium myrtillus — Черника (2)
- Vaccinium vitis-idaea — Брусника (2)
- Veratrum nigrum — Чемерица черная (3)
- Vincetoxicum intermedium  — Ластовень промежуточный (4)
- Vincetoxicum rossicum — Ластовень русский (3)

- Barbilophozia barbata — Барбилофозия бородатая (2)
- Bryum alpinum — Бриум альпийский (3)
- Conardia compacta — Конардия компактная (1)
- Conocephalum salebrosum — Коноцефал шероховатый (2)
- Dicranum tauricum  — Дикранум крымский (3)
- Encalypta streptocarpa — Энкалипта скрученноплодная (3)
- Entodon schleicheri — Энтодон Шлейхера (3)
- Eurhynchium angustirete — Эвринхиум узкоклеточный (3)
- Fissidens adianthoides — Фиссиденс адиантовидный (2)
- Grimmia plagiopodia — Гриммия косоногая (3)
- Hamatocaulis vernicosus — Гаматокаулис глянцеватый (1)
- Haplocladium microphyllum — Гаплокладиуммелколистный (2)
- Hedwigia ciliata — Гедвигия реснитчатая (3)
- Helodium blandowii — Белодиум Бланда (2)
- Homalia trichomanoides — Гомалия трихомановидная (3)
- Homalothecium lutescens — Гомалотециум желтеющий (3)
- Homalothecium sericeum — Гомалотециум шелковистый (3)
- Hygroamblystegium tenax — Гигроамблистегиум цепкий (3)
- Hylocomium splendens — Гилокомиум блестящий (2)
- Isothecium alopecuroides — Изотециум лисохвостоподобный (3)
- Leucobryum glaucum — Левкобриум сизый (2)
- Leucodon sciuroides — Левкодон беличий (2)
- Neckera pennata — Неккера перистая (1)
- Physcomitriun arenicola  — Фискомитриум песчаный (3)
- Porella platyphylla — Порелла плосколистная (2)
- Pterigynandrum filiforme — Птеригинандрум нитевидный (3)
- Ptilium crista-castrensis — Птилиум лагерный гребень (2)
- Rhodobryum roseum — Родобриум розовый (3)
- Rhynchostegium arcticum — Ринхостегиум арктический (2)
- Rhytidiadelphus triquetrus — Ритидиадельфус трехгранный (2)
- Rhytidium rugosum — Ритидиум морщинистый (1)
- Ricciocarpus natans — Риччиокарпус плавающий (2)
- Seligeria calcarea — Селигерия известковая (3)
- Seligeria pusilia — Селигерия маленькая (3)
- Sphagnum balticum — Сфагнум балтийский (2)
- Sphagnum capilifolium — Сфагнум волосоносный (2)
- Sphagnum fimbriatum — Сфагнум бахромчатый (2)
- Sphagnum magellanicum — Сфагнум магелланский (2)
- Stereodon vaucheri — Стереодон Borne (3)
- Straminergon stramineum — Страминергон соломенно-желтый (2)
- Taxiphyllum wisgrillii — Таксифиллум Висгрилла (3)
- Tomentypnum nitens — Томентипнум блестящий (1)
- Tortella tortuosa — Тортелла извилистая (2)

- Blennothallia crispa — Бленноталлия курчавая, или коллема курчавая (3)
- Bryoria fuscescens — Бриория буроватая, или бриория сивоватая (1)
- Cetraria aculeata — Цетрария колючая, или цетрария степная (2)
- Cetraria ericetorum — Цетрария вересковая (1)
- Cetraria islandica — Цетрария исландская (2)
- Cetraria sepincola — Цетрария заборная (3)
- Cladonia deformis — Кладония бесформенная (1)
- Cladonia digitata — Кладония пальчатая (2)
- Cladonia floerkeana — Кладония Флёрке (3)
- Cladonia foliacea — Кладония листоватая (2)
- Cladonia magyarica  — Кладония мадьярская (3)
- Cladonia pocillum — Кладония прижатая (3)
- Cladonia stellaris — Кладония звездчатая (1)
- Cladonia subrangiformis  — Кладония оленероговидная (3)
- Cladonia turgida  — Кладония вздутая (1)
- Cladonia verticillata — Кладония мутовчатая (2)
- Dermatocarpon miniatum — Дерматокарпон матово-красный (3)
- Flavoparmelia caperata — Флавопармелия козлиная (1)
- Hypogymnia tubulosa — Гипогимния трубчатая (2)
- Lathagrium cristatum — Аатагриум гребенчатый, или коллема гребенчатая (1)
- Lobothallia alphoplaca — Аоботаллия ячменнолепешковая, или плаколеканора лучистая (1)
- Lobothallia radiosa — Аоботаллия лучистая, или плаколеканора лучистая (1)
- Melanelixia glabra — Меланеликсия голая, или Меланелия голая (2)
- Melanohalea olivacea — Меланохалеа оливковая, или Меланелия оливковая (2)
- Parmeliopsis hyperopta — Пармелиопсис темный (1)
- Peltigera canina — Пельтигера собачья (2)
- Peltigera extenuata — Пельтигера утонченная (3)
- Peltigera ponojensis — Пельтигера понойская (3)
- Placopyrenium trachyticum — Плакопирениум шероховатый (1)
- Platismatia glauca — Платизмация сизая (1)
- Pseudevernia furfuracea — Псевдеверния зернистая (2)
- Ramalina fraxinea — Рамалина ясеневая (2)
- Ramalina polymorpha — Рамалина изменчивая (1)
- Stereocaulon alpinum Laurer — Стереокаулон альпийский (1)
- Tuckermannopsis chlorophylla — Тукерманнопсис хлорофилловый (1)
- Usnea hirta — Уснея жестковолосатая (2)
- Usnea subfloridana — Уснея почти цветущая (2)
- Xanthoparmelia camtschadalis — Ксантопармелия камчатская (2)
- Xanthoparmelia conspersa — Ксантопармелия усыпанная (4)
- Xanthoparmelia delisei — Ксантопармелия Делиса (3)
- Xanthoparmelia pokornyi — Ксантопармелия Покорного (3)
- Xanthoparmelia stenophylla — Ксантопармелия узколистная, или ксантопармелия сомлоенская (2)

- Battarrea phalloides — Баттаррея веселковидная (2)
- Calvatia gigantea — Кальватия гигантская (3)
- Clavariadelphus pistillaris — Рогатик пестиковый (3)
- Cortinarius violaceus — Паутинник фиолетовый (3)
- Ganoderma lucidum — Ганодерма лакированная (3)
- Geastrum fornicatum — Звездовик сводчатый (3)
- Geastrum nanum  — Звездовик карликовый (3)
- Geastrum quadrifidum  — Звездовик четырехлопастной (3)
- Geastrum striatum — Звездовик полосатый (3)
- Grifola frondosa — Грифола курчавая (3)
- Gyroporus castaneus — Гиропор каштановый (3)
- Gyroporus cyanescens — Гиропор синеющий (3)
- Hericium coralloides — Ежевик коралловидный (3)
- Lycoperdon echinatum  — Дождевик ежевидный (3)
- Mutinus caninus — Мутинус собачий (3)
- Mycenastrum corium — Миценаструм кожистый (3)
- Phaeolus schweinitzii — Феол Швейнитца (3)
- Polyporus umbellatus — Трутовик зонтичный, или трутовник разветвленный (3)
- Pseudoboletus parasiticus — Моховик паразитный (3)
- Sparassis crispa — Спарассис курчавый (3)
- Strobilomyces strobilaceus — Шишкогриб хлопьеножковый (3)
- Suillus grevillei — Масленок лиственничный (4)
- Trichaster melanocephalus — Звездовик черноголовый (3)
- Tuber aestivum — Трюфель летний (2)
- Tulostoma brumale  — Тулостома зимняя (3)
- Volvariella bombycina — Вольвариелла шелковистая (3)

### Животные
- Hirudo medicinalis  — Медицинская пиявка (2)
- Erpobdella monostriata — Малая ложноконская однополосая пиявка (3)
- Eisenia gordejeffi — Эйзения Гордеева (1)
- Eisenia intermedia — Эйзения промежуточная (2)
- Eisenia uralensis — Эйзения уральская (3)

- Helix pomatia — Улитка виноградная (4)
- Helicopsis striata — Улитка степная ребристая (3)
- Pupilla bigranata — Улитка моховая малая (4)
- Limax cinereoniger  — Черно-синий слизень (3)

- Streptocephalus torvicornis — Жаброног торквикорнис (3)
- Lepidurus apus — Весенний щитень (3)
- Triops cancriformis — Обыкновенный щитень (3)
- Atypus muralis — Атипус (1)
- Eresus kollari — Эрезус Коллари (2)

- Mantis religiosa — Богомол обыкновенный (3)
- Saga pedo — Дыбка степная (1)
- Poecilimon scythicus  — Пилохвост скифский (2)
- Onconotus servillei — Севчук Сервиля (2)
- Bradyporus multituberculatus — Толстун степной (0)
- Psophus stridulus — Трескучая кобылка (3)
- Celes variabilis — Изменчивая кобылка (2)
- Sphingonotus caerulans — Голубокрылая пустынница (3)
- Podisma pedestris — Бескрылая кобылка (4)
- Gryllus campestris — Полевой сверчок (4)
- Anax imperator Leach, 1815 — Дозорщик император (3)
- Calopteryx virgo — Красотка девушка (3)
- Leucorrhinia caudalis — Стрекоза хвостатая (3)
- Sympetrum fonscolombii — Сжатобрюх Фонсколомба (3)
- Sympetrum pedemontanum — Стрекоза перевязанная (3)
- Porphyrophora polonica — Польская кошениль (3)
- Dorycephalus baeri — Копьеголов Баэра (3)
- Cicadetta podolica — Степная цикада (0)
- Gerris sphagnetorum — Водомерка сфагновая (3)
- Sphaerista paradoxa — Сфериста парадоксальная (0)
- Pinthaeus sanguinipes — Щитник красноватый (3)
- Jalla dumosa — Ялла моховая (3)
- Scellus obuchovae — Сцеллюс Обухова (4)
- Dasypogon diadema — Дазипогон диадема (3)
- Satanas gigas — Ктырь гигантский (3)
- Holopogon priscus — Голопогон древний (3)
- Tachina grossa — Тахина большая (4)
- Melitturga clavicornis — Мелитурга булавоусая (2)
- Halictus quadricinctus — Галикт четырехполосый (3)
- Lithurgus cornutus fuscipennis — Литург (3)
- Megachile rotundata — Люцерновая пчела-листорез (3)
- Xylocopa iris — Карликовая ксилокопа (1)
- Xylocopa valga — Пчела-плотник (2)
- Bombus argillaceus — Шмель глинистый (1)
- Bombus armeniacus — Шмель армянский (2)
- Bombus fragrans — Шмель степной (1)
- Bombus soroeensis — Шмель сорейский (3)
- Bombus cullumanus — Пластинчатозубый шмель (3)
- Bombus sylvestris — Лесной шмель-кукушка (3)
- Bembix rostrata — Бембекс носатый (2)
- Anoplius samariensis — Аноплий самарский (3)
- Batozonellus lacerticida — Батозонел ящеричный (3)
- Formica polyctena — Малый лесной муравей (3)
- Formica rufa — Рыжий лесной муравей (2)
- Colpa sexmaculata — Шеститочечная сколия (4)
- Scolia galbula — Сколия желтоголовая (3)
- Scolia hirta — Сколия степная (2)
- Megascolia maculata — Сколия гигантская (3)
- Parnopes grandior — Крупный парнопес (2)
- Urocerus gigas — Рогохвост большой хвойный (4)
- Discoelius zonalis — Дисцелиус зональный (3)
- Pseneo exaratus — Оса-псенео (3)
- Zygaena carniolica — Пестрянка глазчатая (2)
- Zygaena purpuralis — Пестрянка пурпурная (3)
- Muschampia tessellum — Толстоголовка мозаичная (3)
- Pyrgus carthami — Толстоголовка сероватая (3)
- Parnassius apollo — Аполлон обыкновенный (1)
- Parnassius mnemosyne — Мнемозина (5)
- Euchloe ausonia — Аусония (4)
- Colias erate — Желтушка степная (3)
- Colias chrysotheme — Желтушка золотистая (2)
- Kirinia climene — Бархатница климена (4)
- Lopinga achine — Желтоглазка печальная (2)
- Coenonympha glycerion — Сенница глицерион (4)
- Hipparchia volgensis — Бархатница волжская (2)
- Hipparchia fagi — Бархатница бухарниковая (2)
- Hyponephele lupinus — Крупноглазка волчья (2)
- Apatura iris — Переливница ивовая (1)
- Limenitis camilla — Ленточник малый (2)
- Limenitis populi — Ленточник тополевый (2)
- Neptis sappho — Пеструшка сапфо (2)
- Argynnis laodice — Перламутровка зеленоватая (2)
- Brenthis daphne — Перламутровка Дафна (3)
- Euphydryas maturna — Шашечница большая (2)
- Euphydryas orientalis — Шашечница восточная (4)
- Nymphalis antiopa — Траурница (2)
- Thecla betulae — Зефир березовый (3)
- Quercusia quercus — Зефир дубовый (3)
- Lycaena thersamon — Червонец блестящий (3)
- Lycaena dispar — Червонец непарный (2)
- Neolycaena rhymnus — Голубянка римн (3)
- Maculinea arion — Голубянка арион (3)
- Maculinea alcon — Голубянка алькон (3)
- Maculinea telejus — Голубянка телей (3)
- Maculinea nausithous — Голубянка сумрачная (3)
- Argiades pyrenaicus ergane — Голубянка пиренейская (2)
- Polyommatus boisduvalii — Голубянка Буадюваля (2)
- Vacciniina optilete — Голубянка торфяниковая (3)
- Agrodiaetus ripartii — Голубянка Рипарта (4)
- Meleageria daphnis — Голубянка мелеагр (3)
- Cupido osiris — Голубянка озирис (4)
- Hamearis lucina — Люцина (3)
- Chelis maculosa — Медведица пятнистая (2)
- Eucharia festiva — Медведица геба (3)
- Rhyparia purpurata — Медведица пурпурная (4)
- Rhyparioides metelkana — Медведица метелькана (4)
- Watsonarctia deserta — Медведица чистая (4)
- Epatolmis caesarea — Медведица царская (2)
- Callimorpha dominula — Медведица-госпожа (2)
- Euplagia quadripunctaria — Медведица гера (4)
- Hemaris tityus — Шмелевидка скабиозовая (2)
- Hemaris fuciformis — Шмелевидка жимолостная (3)
- Proserpinus proserpina — Бражник зубокрылый (3)
- Hyles livornica — Бражник линейчатый (4)
- Marumba quercus — Бражник дубовый (1)
- Saturnia pyri — Большой ночной павлиний глаз (4)
- Endromis versicolora — Шелкокрыл березовый (3)
- Lemonia dumi — Шелкопряд осенний (4)
- Lemonia taraxaci — Шелкопряд одуванчиковый (4)
- Catocala pacta — Ленточница краснобрюхая (3)
- Catocala elocata — Ленточница большая красная (4)
- Catocala fraxini — Ленточница голубая (3)
- Catocala promissa — Ленточница малая красная (3)
- Chariclea delphinii — Совка шпорниковая (1)
- Lycia zonaria — Пяденица полосатая (3)
- Ourapteryx sambucaria — Пяденица бузинная (3)
- Sesia apiformis — Стеклянница тополёвая большая (3)
- Stauropus fagi — Вилохвост буковый (4)
- Dytiscus latissimus — Плавунец широчайший (1)
- Graphoderus bilineatus — Поводень двухполосый (2)
- Graphoderus zonatus zonatus — Поводень опоясанный обыкновенный (0)
- Cicindela maritima — Скакун морской (3)
- Cicindela silvatica — Скакун лесной (0)
- Cylindera germanica — Скакун германский (2)
- Lophyridia littoralis conjunctaepustulata — Скакун литоральный (1)
- Taphoxen usgigas — Таксофен гигантский (1)
- Amara chaudoiri — Тускляк Шодуара (0)
- Blethisa multipunctata — Блетиса многоточечная (1)
- Calosoma auropunctatum — Красотел золотоямчатый (3)
- Calosoma denticolle — Красотел степной (3)
- Calosoma investigator — Красотел исследователь (3)
- Calosoma sycophanta — Красотел пахучий (1)
- Carabus aurolimbatus — Жужелица золотокаемчатая (3)
- Carabus clathratus — Жужелица золотоямчатая (3)
- Carabus estreicheri — Жужелица Эстрейхера (3)
- Carabus glabratus — Жужелица гладкая (3)
- Carabus haeres — Жужелица крупноямчатая (0)
- Carabus hungaricus scythus — Жужелица венгерская (1)
- Drypta dentata — Дрипта зубастая (1)
- Poecilus lissoderus — Поэцилюс гладкоскатный (1)
- Sylphopsyllus desmanae — Жук-выхухолевик (0)
- Nicrophorus investigator — Могильщик-исследователь (1)
- Silpha tyrolensis — Мертвоед тироленский
- Hololepta plana — Карапузик-плоскушка (3)
- Margarinotus neglectus — Карапузик пропущенный (0)
- Pachylister inaequalis — Пахилистер неравный (3)
- Lucanus cervus — Жук-олень (5)
- Ceruchus chrysomelinus — Рогачик березовый, или Рогачик скромный (1)
- Platycerus caprea — Рогачик синий (3)
- Sinodendron cylindricum — Носорожек малый (2)
- Ceratophyus polyceros — Цератофий многорогий (0)
- Geotrupes mutator — Землерой изменчивый (1)
- Geotrupes olgae — Землерой ольги (3)
- Trypocopris vernalis — Землерой весенний (0)
- Bolboceras armiger — Шипорог вооруженный (3)
- Codocera ferruginea — Ночник ржавый (1)
- Palaeonthophagus lemur — Калоед лемур (0)
- Palaeonthophagus verticicornis — Калоед мутовчаторогий (3)
- Scarabaeus typhon — Скарабей-тифон (0)
- Acrossus bimaculatus — Навозничек двупятнистый (0)
- Aphodius conjugatus — Навозничек перевязанный (0)
- Trox eversmanni — Трокс Эверсманна (3)
- Pygopleurus vulpes — Хрущик лисичка (1)
- Anisoplia lata — Кузька широкий (1)
- Anomala errans — Цветоед песчаный (1)
- Chioneosoma pulvereum — Хрущ белоопыленный (1)
- Hoplia zaitzevi — Бронзовка Зайцева (0)
- Polyphylla alba — Хрущ белый (0)
- Rhizotrogus altaicus — Нехрущ алтайский (1)
- Rhizotrogus volgensis — Нехрущ волжский (3)
- Cetonischema aeruginosa — Бронзовка зеленая большая (2)
- Eupotosia affinis — Бронзовка родственная (3)
- Netocia fieberi — Бронзовка Фьебера (2)
- Netocia karelini — Бронзовка Карелина (1)
- Gnorimus vanabilis — Восковик изменчивый (1)
- Osmoderma barnabita — Восковик отшельник пахучий (1)
- Dascillus cervinus — Лопастник олений (1)
- Macronychus quadrituberculatus — Большекоготник четырехбугорчатый
- Boros schneideri — Борос Шнейдера (3)
- Lyctus suturalis — Древогрыз бороздчатый (0)
- Bostrichus capucinus — Капюшонник капуцин (3)
- Lichenophanes varius — Капюшонник изменчивый (1)
- Clerus mutillarius — Пестряк пестрый (1)
- Trichodes favarius — Пчеложук ячеистый (1)
- Lymexilon navale — Сверлило дубовое (3)
- Ectinus aterrimus — Щелкун эктинус черный (3)
- Melanotus fuscipes — Щелкун красно-бурый (3)
- Selatosomus cruciatus — Щелкун-крестоносец (3)
- Buprestis novemmaculata — Златка хвойная пятнистая (1)
- Buprestis octoguttata — Златка хвойная восьмипятнистая (3)
- Buprestis strigosa — Златка хвойная тощая (1)
- Chrysobothris affinis — Златка бронзовая дубовая (3)
- Coroebus rubi — Златка ежевичная (1)
- Lamprodila rutilans — Златка липовая (1)
- Melanophila cyanea — Златка синяя сосновая (1)
- Sphenoptera beckeri — Златка корневая бекера (1)
- Sphenoptera cuprina — Златка корневая медная (1)
- Cucujus cinnaberinus — Плоскотелка красная (1)
- Harmonia quadripunctata — Гармония четырехпятнистая (3)
- Myzia oblongoguttata — Коровка штриховатоточечная (1)
- Sospita vigintiguttata — Коровка двадцатипятнистая (3)
- Dircaea quadriguttata — Тенелюб четырехпятнистый
- Melandrya dubia — Тенелюб черный (1)
- Zilora obscura — Тенелюб темный (1)
- Ischnomera caerulea — Узконадкрылка голубая (1)
- Alosimus syriacus — Шпанка красношейка сирийская (0)
- Cerocoma schaefferi — Нарывник Шеффера (0)
- Meloe cicatricosus — Майка шрамированная (1)
- Meloe hungarus — Майка венгерская (1)
- Meloe scabriusculus — Майка шершавая (3)
- Meloe tuccius — Майка Туччи (1)
- Meloe variegatus — Майка изменчивая (3)
- Cteniopinus altaicus — Пыльцеед алтайский (1)
- Cteniopus sulphureus — Пыльцеед желтый (3)
- Cteniopus sulphuripes — Пыльцеед серножелтый (3)
- Mycetochara flavipes — Пыльцеед грибной желтоногий (3)
- Pseudocistela ceramboides — Пыльцеед усачевидный (1)
- Anatolica abbreviata — Анатолика малая (1)
- Pimelia subglobosa — Пимелия шаровидная (3)
- Chrysolina gypsophilae — Листоед меловой (3)
- Chrysolina staphylaea — Листоед мятный (3)
- Donacia malinovskyi — Радужница Малиновского (3)
- Donacia versicolorea — Радужница изменчивая (0)
- Galeruca dahli — Козявка георгиновая (0)
- Galeruca laticollis — Козявка широкобугристая (1)
- Galeruca rufa — Козявка рыжая (0)
- Macroplea appendiculata — Макроплея обыкновенная (3)
- Plateumaris discolor — Платевмарида разноцветная (0)
- Timarcha goettingensis — Листоед бескрылый (3)
- Akimerus schaefferi — Акимерус Шеффера (1)
- Anaerea carcharias — Скрипун большой осиновый (3)
- Arhopalus rusticus — Дровосек деревенский темный (1)
- Asemum striatum — Дровосек ребристый (2)
- Cerambyx cerdo — Усач большой дубовый (0)
- Cerambyx scopolii — Усач малый дубовый (1)
- Chlorophorus sartor — Клит малый фигурный (1)
- Cortodera femorata — Кортодера бурая (1)
- Hylotrupes bajulus — Усач домовый (3)
- Lepturalia nigripes — Лептуралия черноногая (1)
- Macroleptura thoracica — Лептура красногрудая (1)
- Mesosa curculionoides — Усач долгоносиковый глазчатый (3)
- Necydalis major — Большой коротконадкрылый усач (3)
- Purpuricenus kaehleri — Усач-краснокрыл Келлера (3)
- Rhagium sycophanta — Рагий пёстрый (3)
- Rhamnusium bicolor — Усач двуцветный (1)
- Rhopalopus clavipes — Усач большой кленовый (3)
- Rosalia alpina — Усач альпийский (0)
- Stenocorus meridianus — Стенокорус меридиональный (1)
- Stenocorus quercus — Стенокорус дубовый (1)
- Vadonia unipunctata — Вадония терновая одноточечная (0)
- Nemonyx lepturoides — Тонконос лептуровидный (1)
- Platyrrhinus resinosus — Ложнослоник большой (1)
- Platystomus albinus — Ложнослоник беловатый (3)
- Cyphocleonus trisulcatus — Долгоносик трехбороздчатый (1)
- Euidosomus acuminatus — Слоник острокрылый (5)
- Leucosomus pedestris — Долгоносик глазчатый (1)
- Liparus coronatus — Долгоносик морковный (3)
- Omias verruca — Омиас бородавчатый (5)
- Otiorhynchus asphaltinus creticola — Скосарь черный меловой (3)
- Otiorhynchus fullo — Скосарь двузубчатый (3)
- Stephanocleonus tetragrammus — Долгоносик четырехпятнистый (1)

- Eudontomyzon mariae — Украинская минога (2)
- Huso huso maeoticus — Азовская белуга (0)
- Acipenser ruthenus  — Стерлядь (2)
- Rutilus frisii — Вырезуб (3)
- Phoxinus phoxinus — Обыкновенный гольян (1)
- Romanogobio albipinnatus — Белопёрый пескарь (4)
- Chalcalburnus chalcoides — Шемая (5)
- Abramis ballerus — Синец (4)
- Vimba vimba — Рыбец (3)
- Lota lota — Налим (4)

- Bufo bufo — Обыкновенная жаба, или серая жаба (4)
- Rana temporaria — Травяная лягушка (4)
- Pelophylax lessonae — Прудовая лягушка (2)
- Pelophylax esculentus — Съедобная лягушка (2)

- Emys orbicularis — Болотная черепаха (3)
- Anguis fragilis — Веретеница ломкая, или медяница (2)
- Eremias arguta  — Разноцветная ящурка (1)
- Zootoca vivipara — Живородящая ящерица (1)
- Natrix tessellata — Водяной уж (4)
- Coronella austriaca — Обыкновенная медянка (3)
- Elaphe dione — Узорчатый полоз (4)
- Pelias berus nikolskii — Гадюка Никольского, или лесостепная гадюка (2)
- Pelias renardi — Восточная степная гадюка (2)

- Gavia arctica — Чернозобая гагара (6)
- Tachybaptus ruficollis — Малая поганка (3)
- Podiceps grisegena — Серощекая поганка (3)
- Pelecanus onocrotalus — Розовый пеликан (6)
- Casmerodius albus — Большая белая цапля (3)
- Ardea purpurea — Рыжая цапля (3)
- Plegadis falcinellus — Каравайка (6)
- Ciconia ciconia — Белый аист (3)
- Ciconia nigra — Черный аист (1)
- Branta ruficollis — Краснозобая казарка (6)
- Anser anser — Серый гусь (3)
- Anser erythropus — Пискулька (6)
- Cygnus olor — Лебедь-шипун (3)
- Cygnus cygnus — Лебедь-кликун (4)
- Tadorna ferruginea — Огарь (3)
- Tadorna tadorna — Пеганка (4)
- Anas strepera — Серая утка (3)
- Aythya nyroca — Белоглазый нырок (1)
- Pandion haliaetus — Скопа (3)
- Pernis apivorus — Обыкновенный осоед (3)
- Circus cyaneus — Полевой лунь (1)
- Circus macrourus — Степной лунь (1)
- Accipiter brevipes — Европейский тювик (1)
- Buteo rufinus — Курганник (4)
- Circaetus gallicus — Змееяд (2)
- Hieraaetus pennatus — Орел-карлик (3)
- Aquila nipalensis — Степной орел (1)
- Aquila clanga — Большой подорлик (2)
- Aquila pomarina — Малый подорлик (4)
- Aquila heliaca — Могильник (1)
- Aquila chrysaetos — Беркут (2)
- Haliaeetus albicilla — Орлан-белохвост (3)
- Gyps fulvus — Белоголовый сип (6)
- Falco cherrug — Балобан (1)
- Falco peregrinus — Сапсан (1)
- Falco vespertinus — Кобчик (1)
- Falco naumanni — Степная пустельга (0)
- Falco tinnunculus — Обыкновенная пустельга (3)
- Lyrurus tetrix — Тетерев (0)
- Grus grus — Серый журавль (3)
- Otis tarda — Дрофа (1)
- Tetrax tetrax — Стрепет (1)
- Burhinus oedicnemus — Авдотка (1)
- Himantopus himantopus — Ходулочник (3)
- Haematopus ostralegus — Кулик-сорока (3)
- Tringa totanus — Травник (3)
- Tringa stagnatilis — Поручейник (3)
- Gallinago media — Дупель (4)
- Numenius arquata — Большой кроншнеп (1)
- Limosa limosa — Большой веретенник (3)
- Glareola nordmanni  — Степная тиркушка (1)
- Larus minutus — Малая чайка (4)
- Chlidonias hybridus — Белощекая крачка (3)
- Hydroprogne caspia — Чеграва (6)
- Sterna hirundo — Речная крачка (3)
- Sterna albifrons — Малая крачка (2)
- Columba oenas — Клинтух (3)
- Streptopelia turtur — Обыкновенная горлица (2)
- Bubo bubo — Филин (2)
- Otus scops — Сплюшка (2)
- Athene noctua — Домовый сыч (2)
- Coracias garrulus — Сизоворонка (2)
- Dryocopus martius — Желна (3)
- Dendrocopos medius — Средний пестрый дятел (3)
- Melanocorypha calandra — Степной жаворонок (1)
- Anthus campestris — Полевой конёк (3)
- Lanius minor — Чернолобый сорокопут (3)
- Lanius excubitor — Серый сорокопут (3)
- Acrocephalus paludicola — Вертлявая камышевка (4)
- Oenanthe pleschanka — Каменка-плешанка (3)
- Panurus biarmicus — Усатая синица (3)
- Miliaria calandra — Просянка (3)

- Hemiechinus auritus — Еж ушастый (4)
- Talpa europaea — Крот европейский обыкновенный (3)
- Desmana moschata — Выхухоль русская (2)
- Crocidura leucodon — Белозубка белобрюхая (4)
- Sorex caecutiens — Бурозубка средняя (4)
- Neomys anomalus — Кутора малая (3)
- Myotis nattereri — Ночница Наттетера (4)
- Nyctalus lasiopterus  — Вечерница гигантская (3)
- Pipistrellus kuhli — Нетопырь средиземноморский (4)
- Eptesicus serotinus — Кожан поздний (4)
- Vulpes corsac — Корсак (4)
- Mustela lutreola — Норка европейская (1)
- Mustela eversmanni — Хорь степной (1)
- Vormela peregusna — Перевязка (2)
- Lutra lutra — Выдра речная (3)
- Lepus timidus — Заяц-беляк (4)
- Sciurus vulgaris — Белка обыкновенная (3)
- Spermophilus pygmaeus — Суслик малый (4)
- Spermophilus suslicus — Суслик крапчатый (1)
- Dryomys nitedula — Соня лесная (4)
- Sicista subtilis — Мышовка степная (4)
- Sicista severtzovi  — Мышовка темная (4)
- Sicista strandi  — Мышовка Штранда (4)
- Allactaga major — Тушканчик большой (4)
- Cricetus cricetus — Хомяк обыкновенный (4)
- Lagurus lagurus — Пеструшка степная (4)